# Sigma Hydrae
Sigma Hydrae (Minchir, σ Hya) – gwiazda w gwiazdozbiorze Hydry. Jest odległa od Słońca o około 373 lata świetlne.

## Nazwa
Gwiazda ta ma nazwę własną Minchir, która pochodzi od arab. ‏منخر الشجاع‎, Minḣar al Shujāʿ, „nos Węża”, co nawiązuje do jej położenia na czubku „głowy” Hydry. Nazwa wywodzi się z atlasu nieba Uług Bega. Międzynarodowa Unia Astronomiczna w 2017 roku formalnie zatwierdziła użycie nazwy Minchir dla określenia tej gwiazdy.

## Charakterystyka
Minchir ma obserwowaną wielkość gwiazdową 4,43m. Jest to olbrzym należący do typu widmowego K1. Gwiazda ma temperaturę około 4500 K, niższą niż temperatura fotosfery Słońca, jasność 295 razy większą niż Słońce i masę ponad trzy razy większą niż ono. Jest około dziesięciokrotnie młodsza od Słońca, ma 450 milionów lat, ale mając wyższą masę stała się już olbrzymem.